# Bromeliales
Bromeliales es un orden de plantas monocotiledóneas integrado por 
la familia Bromeliaceae familia de las ananás. Las familias Rapataceae y Mayacaceae que antiguamente se clasificaban en Commelinales son, en la actualidad, incluidas en este orden por la mayoría de los botánicos modernos.
Conquist clasificó este orden junto con Zingiberales en la subclase Zingiberidae. Sin embargo, se considera que sus afinidades están más próximas a Commelinidae.
Según el APG II (Grupo de Filogenia Angiospérmica, grupo internacional de botánicos), el orden Bromeliales ya no es válido y las familias Bromeliaceae, Mayacaceae y Rapateaceae deben ser incluidas entre las Poales.
No obstante, según la Clasificación revisada de Angiospermas por Robert F. Thorne, las bromeliales sí existen como un orden válido y separado y expone la siguiente clasificación con familias y subfamilias:
- Bromeliaceae
  - Brocchinioideae
  - Tillandsioideae
  - Bromelioideae
  - Brocchinioideae
  - Pitcairnioideae
- Rapateaceae
  - Rapateoideae
  - Saxofridericioideae
- Mayacaceae
- Xyridaceae (puede pertenecer al orden Xyridales)
- Eriocaulaceae (puede pertenecer al orden Xyridales)
  - Eriocauloideae
  - Syngonanthoideae
  - Paepalanthoideae